# La Houssoye
La Houssoye je francouzská obec v departementu Oise v regionu Hauts-de-France. V roce 2013 zde žilo 603 obyvatel.

## Poloha
Sousední obce jsou: Auneuil, Beaumont-les-Nonains, Jouy-sous-Thelle, Labosse, Porcheux, Troussures a Le Vauroux.

## Vývoj počtu obyvatel
Počet obyvatel